# Joan Gamboa
Joan Manuel Gamboa Bermúdez, noto semplicemente come Joan Gamboa (Montevideo, 28 marzo 1997), è un calciatore uruguaiano, difensore dell'IA Río Negro.

## Caratteristiche tecniche
È un terzino destro.

## Carriera
Cresciuto nel settore giovanile del Rampla Juniors, ha esordito in prima squadra l'8 luglio 2017 disputando l'incontro di Primera División Profesional vinto 1-0 contro il Liverpool (M).